# Phanxicô Xaviê Nguyễn Quang Sách
Phanxicô Xaviê Nguyễn Quang Sách (1925–2013) là một giám mục của Giáo hội Công giáo tại Việt Nam. Ông nguyên là Giám mục chính tòa của Giáo phận Đà Nẵng. Khẩu hiệu giám mục của ông là "Đến để phục vụ".

## Thân thế và tu tập
Giám mục Phanxicô Xaviê Nguyễn Quang Sách sinh ngày 25 tháng 5 năm 1925 tại làng An Ngãi, xã Hòa Sơn, huyện Hòa Vang, thành phố Đà Nẵng, thuộc Giáo phận Đà Nẵng. Mới 13 tuổi, năm 1938, cậu bé Sách theo học Tiểu chủng viện Làng Sông, Quy Nhơn. Sau khi tốt nghiệp Tiểu chủng viện năm 1945, chủng sinh Sách tiếp tục con đường tu tập của mình bằng cách vào học tại Đại Chủng viện Quy Nhơn. Năm 1954, cậu vào Nam và nhập học Đại Chủng viện Thánh Giuse, Sài Gòn. Từ năm 1955 đến năm 1956, chủng sinh Nguyễn Quang Sách là Giáo sư Tiểu Chủng viện Nha Trang.

## Linh mục
Ngày 08 tháng 8 năm 1956, thầy Phó tế Phanxicô Xaviê Nguyễn Quang Sách được thụ phong linh mục tại Nha Trang bởi Giám mục Tông Tòa Nha Trang Paul Raymond Marie Marcel Piquet Lợi. Sau khi được phong chức, vị tân linh mục được chọn làm linh mục phó giáo xứ Chánh tòa, Quy Nhơn. Năm 1957, ông được giám mục giáo phận thuyên chuyển làm linh mục chánh xứ Phước Tường, Đà Nẵng. Từ năm 1958, linh mục Sách là linh mục chánh xứ giáo xứ Thuận Yên, Quảng Nam. và giáo xứ Lai Nghi, Quảng Nam. Năm 1960, linh mục Sách được thuyên chuyển làm linh mục Chánh xứ giáo xứ Xuyên Quang, Quảng Nam. Từ năm 1965 đến năm 1974, ông được bổ nhiệm làm linh mục Chánh xứ giáo xứ Phước Quang, Hòa Khánh, Đà Nẵng. Sau đó, ông trở thành linh mục chánh xứ giáo xứ Thanh Đức, Đà Nẵng và quản xứ này đến khi được bổ nhiệm làm giám mục.

## Giám mục
Ngày 06 tháng 6 năm 1975, Tòa Thánh công bố việc bổ nhiệm linh mục Phanxicô Xaviê Nguyễn Quang Sách, hiện là linh mục Chánh xứ giáo xứ Thanh Đức, làm Giám mục Hiệu tòa Elephantaria in Proconsulari, cương vị Giám mục Phó Giáo phận Đà Nẵng. Thánh lễ Tấn phong Giám mục cho Tân giám mục diễn ra tại Nhà thờ chính tòa, Đà Nẵng. Giám mục Chủ phong là Giám mục Phêrô Maria Phạm Ngọc Chi, giám mục chính tòa Đà Nẵng, với sự trợ tá của linh mục Phaolô Nguyễn Bình Tĩnh, linh mục thuộc Giáo phận Kon Tum. Từ khi được tấn phong giám mục đến năm 1988, ông là Giám mục Phó kiêm Tổng Đại diện Giáo phận Đà Nẵng, theo Giáo luật.
Ngày 21 tháng 1 năm 1988, Giám mục Phêrô Maria Phạm Ngọc Chi qua đời, Giám mục Phó Nguyễn Quang Sách đương nhiên lên kế vị, trở thành Giám mục chính tòa thứ hai của Giáo phận Đà Nẵng.
Ngày 10 tháng 5 năm 2000, Tòa Thánh công bố việc bổ nhiệm linh mục Phaolô Nguyễn Bình Tĩnh làm Giám mục Phó giáo phận Đà Nẵng. Lễ phong chức do Giám mục Sách làm chủ tế, đồng thời là Chủ phong cho Tân giám mục. Ngày 06 tháng 11 năm 2000, Tòa Thánh chấp thuận đơn xin nghỉ hưu của giám mục chính tòa Đà Nẵng Nguyễn Quang Sách, giám mục Phó Phaolô Nguyễn Bình Tĩnh chính thức lên làm giám mục chính tòa giáo phận. Ông chính thức nghỉ hưu tại Tòa Giám mục Đà Nẵng.
Giám mục Nguyễn Quang Sách qua đời ngày 07 tháng 7 năm 2013 tại Tòa Giám mục Đà Nẵng. Hưởng thọ 88 tuổi.

## Tông truyền
Giám mục Phanxicô Xaviê Nguyễn Quang Sách được tấn phong giám mục năm 1975, thời Giáo hoàng Phaolô VI, bởi:
- Giám mục chủ phong: Phêrô Maria Phạm Ngọc Chi, giám mục chính tòa Giáo phận Đà Nẵng.
- Linh mục trợ phong: Phaolô Nguyễn Bình Tĩnh.

Dưới đây là sơ đồ tính Tông truyền từ giám mục Việt Nam đầu tiên được giám mục ngoại quốc chủ phong cho đến đời Giám mục Nguyễn Quang Sách.
Giám mục Phanxicô Xaviê Nguyễn Quang Sách từng truyền chức linh mục cho giám mục:
- Năm 1989, linh mục Giuse Châu Ngọc Tri, hiện đang là Giám mục chính tòa Giáo phận Lạng Sơn và Cao Bằng

Giám mục Phanxicô Xaviê Nguyễn Quang Sách là Giám mục chủ phong cho giám mục:
- Năm 2000, giám mục Phaolô Nguyễn Bình Tĩnh, hiện đang là nguyên giám mục chính tòa Giáo phận Đà Nẵng.

Giám mục Phanxicô Xaviê Nguyễn Quang Sách là Giám mục phụ phong cho các giám mục:
- Năm 1975, giám mục Stêphanô Nguyễn Như Thể, hiện đang là nguyên Tổng giám mục Tổng giáo phận Huế.
- Năm 1993, giám mục Gioan Baotixita Phạm Minh Mẫn, hiện đang là Hồng y, nguyên Tổng giám mục Tổng giáo phận Thành phố Hồ Chí Minh.